# AE ExpressPay
AE ExpressPay，為美國運通發行的感應式信用卡，具有電波收發功能的天線線圈，為複合式晶片卡（Dual Interface），結合接觸式（Contact）與非接觸式（Contactless）功能，當AE ExpressPay卡用於一般刷卡機或觸碰式讀卡機時，晶片模組會依讀卡機型態自行進行判斷，發揮接觸式或非接觸式功能。
AE ExpressPay允許持卡人以他們的卡的非接觸式支付終端前揮動而不需要物理刷卡或將卡插入一個銷售點設備。這是類似的萬事達卡的MasterCard Contactless和Visa的Visa payWave服務，都使用無線電技術（RFID）。

## 發行者

### 香港
列表如下：
| 發行日期 | 產品名稱                         | 發卡機構         | 主要優惠商戶 | 備註                    |
| -------- | -------------------------------- | ---------------- | ------------ | ----------------------- |
|          | DBS Black American Express® Card | 星展銀行（香港） |              |                         |
|          | 美國運通國泰航空尊尚信用卡       | 美國運通         | 國泰航空     | 於2021年5月31日終止服務 |
|          | 美國運通國泰航空信用卡           | 美國運通         | 國泰航空     | 於2021年5月31日終止服務 |
|          | 美國運通Blue Cash信用卡          | 美國運通         |              |                         |
|          | 美國運通I.T Cashback卡           | 美國運通         | I.T          |                         |
|          | 美國運通白金卡                   | 美國運通         |              |                         |
|          | 美國運通白金信用卡               | 美國運通         |              |                         |
|          | 美國運通半島白金卡               | 美國運通         |              |                         |
|          | 美國運通Explorer™ 信用卡         | 美國運通         |              |                         |
|          | 美國運通Essential® 信用卡        |                  |              |                         |
|          | 美國運通半島金卡                 |                  |              |                         |

## 應用範圍
- 常用於要求支付速度快、便利性高的場所。如：大眾運輸系統、的士、藥妝店、量販店、加油站、美食廣場、影音出租店、咖啡連鎖店、速食餐廳、主題遊樂場、電影院等。